# Myrmeleon assamensis
Myrmeleon assamensis là một loài côn trùng trong họ Myrmeleontidae thuộc bộ Neuroptera. Loài này được Ghosh miêu tả năm 1982.